# Francesco I di Pomerania
Francesco I di Pomerania (Barth, 24 marzo 1577 – Stettino, 27 novembre 1620) fu duca di Pomerania-Stettino e vescovo luterano di Cammin.
Era figlio di Boghislao XIII di Pomerania e della consorte Clara di Braunschweig-Lüneburg.

## Biografia

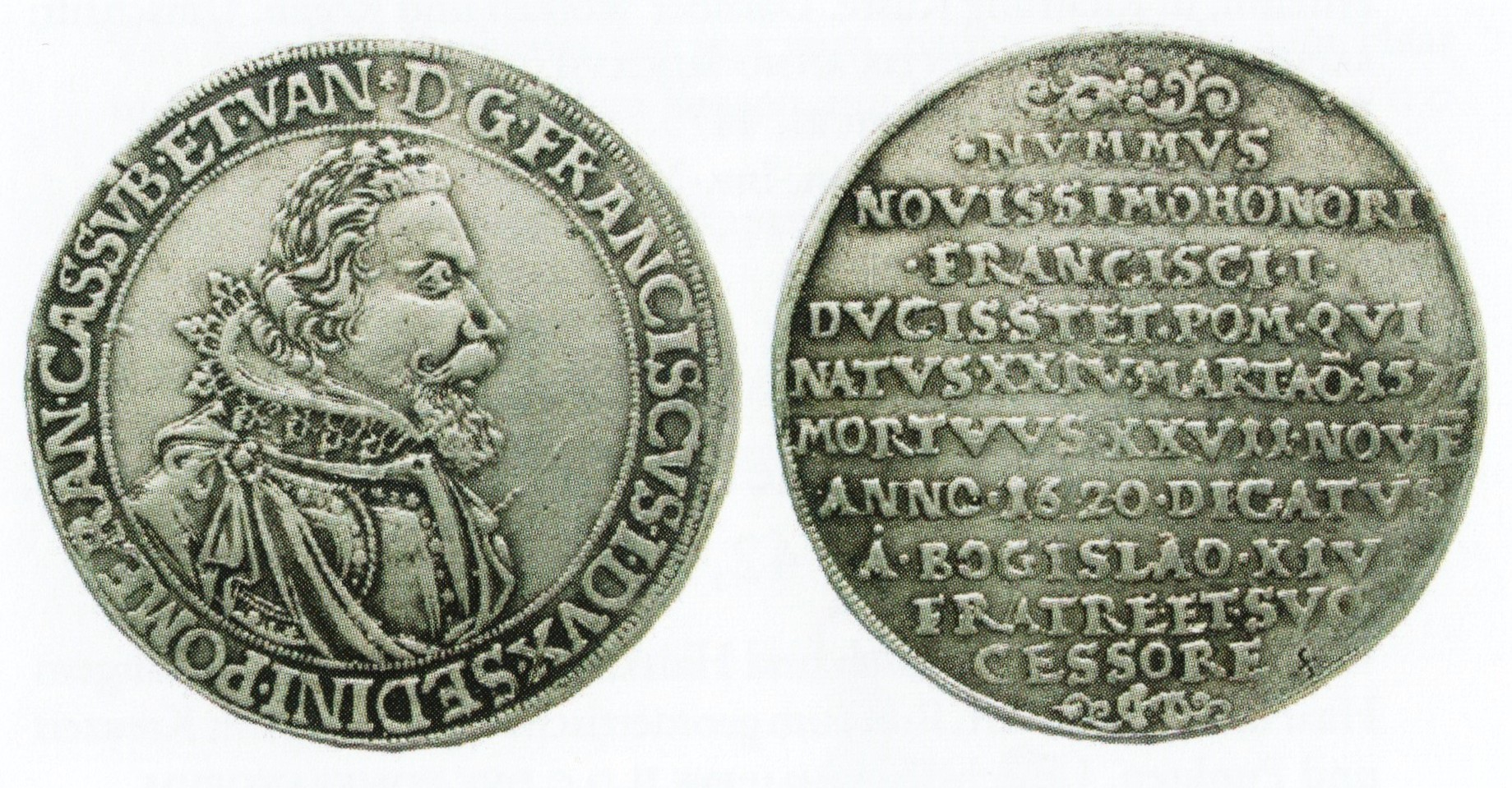
Monete coniate alla morte del duca Francesco I di Pomerania, 1620

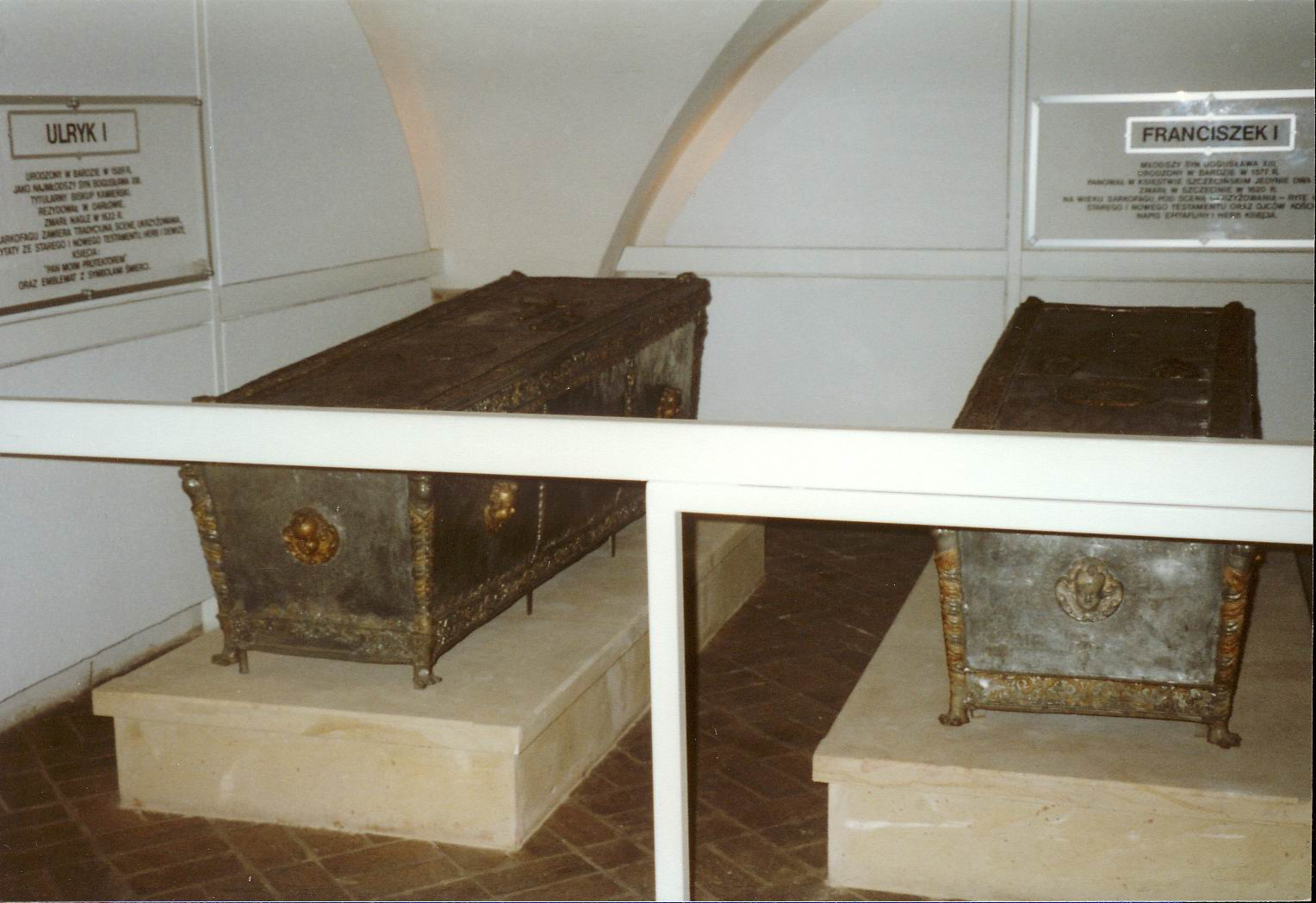
Sarcofaghi dei duchi di Pomerania Francesco e Ulrico

Per iniziativa del padre ricevette la migliore formazione e fece presto conoscere il suo interesse alla cavalleria e le sue tendenze all'attività militare.
I suoi piani per recarsi alla corte dell'Elettorato di Sassonia furono frustrati dallo zio Giovanni Federico di Pomerania, che lo portò nel vescovato di Cammin.
Nel 1592 divenne coadiutore del vescovato e nel 1593 prese parte al sinodo nazionale. Nel 1594 compì un viaggio a Vienna e in Ungheria. Sotto il futuro arciduca e poi imperatore Mattia d'Asburgo partecipò all'assedio della fortezza di Strigonio. Infine si recò in Italia e nel 1596 rientrò in Pomerania.
Dopo che lo zio Casimiro aveva rinunciato al vescovato di Cammin, egli fu nominato, per precedente scelta, vescovo di Cammin. La sua residenza fu stabilita a Köslin, ove egli fece arredare il relativo castello.
Quando nel 1604 il re di Svezia gli offrì il comando di oltre 1000 cavalieri e 3000 fanti per la guerra polacco-svedese, egli finì con il rinunciare alla neutralità della Pomerania.
Nel 1607 intraprese un altro viaggio, che lo portò dapprima a Praga e poi di là, attraverso la Svizzera, in Francia fino al confine con la Spagna. Rientrò poi in Pomerania passando dall'Inghilterra, dalla Scozia ed infine dai Paesi Bassi. Per garantire i confini del proprio vescovato nel 1614 istituì un piccolo esercito. Dopo che il fratello Filippo II di Pomerania morì nel 1618 senza eredi, gli succedette nel governo del ducato di Pomerania-Stettino. L'ufficio di vescovo di Cammin passò a suo fratello Ulrico.
I suoi sforzi per rafforzare la capacità difensiva della Pomerania rimasero, a causa della resistenza dei ceti, senza successo. Questi rifiutarono la richiesta di munire l'arsenale di Stettino di armi e corazze e respinsero il bando di reclutamento del novembre 1619 a Pützerlin.
Egli non condivideva gli interessi economici del suo predecessore Filippo II. Opere di geografia o di storia del territorio come la Pomeranographia di Valentin von Winther, già consigliere di suo fratello, trovarono scarso sostegno presso di lui. Invece si dedicò intensamente al governo della città di Stettino. 
Per la sua affabilità e i suoi bei modi era molto amato dal popolo.
Durante il suo periodo di regno ebbe luogo il processo per stregoneria all'ottantenne Sidonia von Borcke dell'abbazia di Marienfließ. Ella fu riconosciuta colpevole della morte dei duchi Filippo II e Giorgio come della perdita nell'infanzia dei rimanenti figli di Boghislao XIII. Fu così condannata a morte, decapitata e il suo corpo bruciato.
Il duca Francesco I morì tre mesi dopo.

## Matrimonio
Francesco I di Pomerania sposò nel 1610 Sofia di Sassonia, ma dal matrimonio non nacquero figli.

## Ascendenza
|                                                        |                                                |                                                         | Genitori                                              |  |  | Nonni |  |  | Bisnonni                         |  |  | Trisnonni                              |  |
|                                                        |                                                |                                                         |                                                       |  |  |       |  |  | 8. Georg I, IX duca di Pomerania |  |  | 16. Bogislaw X, VIII duca di Pomerania |  |
|                                                        |                                                |                                                         |                                                       |  |  |       |  |  | 8. Georg I, IX duca di Pomerania |  |  | 16. Bogislaw X, VIII duca di Pomerania |  |
|                                                        |                                                | 17. principessa Anna Jagiellonka                        |                                                       |  |  |       |  |  | 8. Georg I, IX duca di Pomerania |  |  |                                        |  |
| 4. Philipp I, I duca di Pomerania-Wolgast              |                                                |                                                         |                                                       |  |  |       |  |  | 8. Georg I, IX duca di Pomerania |  |  |                                        |  |
|                                                        |                                                | 9. principessa Amalie von der Pfalz                     | 18. Philipp, XXIX elettore e conte palatino del Reno  |  |  |       |  |  |                                  |  |  |                                        |  |
|                                                        |                                                | 9. principessa Amalie von der Pfalz                     | 18. Philipp, XXIX elettore e conte palatino del Reno  |  |  |       |  |  |                                  |  |  |                                        |  |
|                                                        |                                                | 9. principessa Amalie von der Pfalz                     | 19. principessa Margarete von Bayern-Landshut         |  |  |       |  |  |                                  |  |  |                                        |  |
| 2. Bogislaw XIII, I duca di Pomerania-Barth            |                                                | 9. principessa Amalie von der Pfalz                     |                                                       |  |  |       |  |  |                                  |  |  |                                        |  |
|                                                        |                                                | 10. Johann, X principe elettore di Sassonia             | 20. Ernst, VIII principe elettore di Sassonia         |  |  |       |  |  |                                  |  |  |                                        |  |
|                                                        |                                                | 10. Johann, X principe elettore di Sassonia             | 20. Ernst, VIII principe elettore di Sassonia         |  |  |       |  |  |                                  |  |  |                                        |  |
|                                                        |                                                | 10. Johann, X principe elettore di Sassonia             | 21. duchessa Elisabeth von Bayern-München             |  |  |       |  |  |                                  |  |  |                                        |  |
| 5. principessa Maria von Sachsen                       |                                                | 10. Johann, X principe elettore di Sassonia             |                                                       |  |  |       |  |  |                                  |  |  |                                        |  |
|                                                        |                                                | 11. principessa Margarete von Anhalt-Köthen             | 22. Waldemar VI, IX principe di Anhalt-Köthen         |  |  |       |  |  |                                  |  |  |                                        |  |
|                                                        |                                                | 11. principessa Margarete von Anhalt-Köthen             | 22. Waldemar VI, IX principe di Anhalt-Köthen         |  |  |       |  |  |                                  |  |  |                                        |  |
|                                                        |                                                | 11. principessa Margarete von Anhalt-Köthen             | 23. contessa Margarete von Schwarzburg-Sondershausen  |  |  |       |  |  |                                  |  |  |                                        |  |
| 1. Franz, XX duca di Pomerania-Stettino                |                                                | 11. principessa Margarete von Anhalt-Köthen             |                                                       |  |  |       |  |  |                                  |  |  |                                        |  |
|                                                        | 12. Heinrich I, XIV duca di Brunswick-Lüneburg | 24. Otto V, XIII duca di Brunswick-Lüneburg             |                                                       |  |  |       |  |  |                                  |  |  |                                        |  |
|                                                        | 12. Heinrich I, XIV duca di Brunswick-Lüneburg | 24. Otto V, XIII duca di Brunswick-Lüneburg             |                                                       |  |  |       |  |  |                                  |  |  |                                        |  |
|                                                        | 12. Heinrich I, XIV duca di Brunswick-Lüneburg | 25. contessa Anna von Nassau-Dillenburg                 |                                                       |  |  |       |  |  |                                  |  |  |                                        |  |
| 6. Franz, I duca di Brunswick-Lüneburg-Gifhorn         | 12. Heinrich I, XIV duca di Brunswick-Lüneburg |                                                         |                                                       |  |  |       |  |  |                                  |  |  |                                        |  |
|                                                        |                                                | 13. principe Margarete von Sachsen                      | 26. Ernst, VIII principe elettore di Sassonia (= 20)  |  |  |       |  |  |                                  |  |  |                                        |  |
|                                                        |                                                | 13. principe Margarete von Sachsen                      | 26. Ernst, VIII principe elettore di Sassonia (= 20)  |  |  |       |  |  |                                  |  |  |                                        |  |
|                                                        |                                                | 13. principe Margarete von Sachsen                      | 27. duchessa Elisabeth von Bayern-München (= 21)      |  |  |       |  |  |                                  |  |  |                                        |  |
| 3. principessa Klara von Braunschweig-Lüneburg-Gifhorn |                                                | 13. principe Margarete von Sachsen                      |                                                       |  |  |       |  |  |                                  |  |  |                                        |  |
|                                                        |                                                | 14. Magnus I, IV duca di Sassonia-Lauenburg             | 28. Johann V, III duca di Sassonia-Lauenburg          |  |  |       |  |  |                                  |  |  |                                        |  |
|                                                        |                                                | 14. Magnus I, IV duca di Sassonia-Lauenburg             | 28. Johann V, III duca di Sassonia-Lauenburg          |  |  |       |  |  |                                  |  |  |                                        |  |
|                                                        |                                                | 14. Magnus I, IV duca di Sassonia-Lauenburg             | 29. principessa Dorothea von Brandenburg              |  |  |       |  |  |                                  |  |  |                                        |  |
| 7. principessa Klara von Sachsen-Lauenburg             |                                                | 14. Magnus I, IV duca di Sassonia-Lauenburg             |                                                       |  |  |       |  |  |                                  |  |  |                                        |  |
|                                                        |                                                | 15. principessa Katharina von Braunschweig-Wolfenbüttel | 30. Heinrich IV, I principe di Brunswick-Wolfenbüttel |  |  |       |  |  |                                  |  |  |                                        |  |
|                                                        |                                                | 15. principessa Katharina von Braunschweig-Wolfenbüttel | 30. Heinrich IV, I principe di Brunswick-Wolfenbüttel |  |  |       |  |  |                                  |  |  |                                        |  |
|                                                        |                                                | 15. principessa Katharina von Braunschweig-Wolfenbüttel | 31. duchessa Katharina von Pommern-Wolgast            |  |  |       |  |  |                                  |  |  |                                        |  |
|                                                        |                                                | 15. principessa Katharina von Braunschweig-Wolfenbüttel |                                                       |  |  |       |  |  |                                  |  |  |                                        |  |